# Gniloživka
Gniložívka ali saprofít je mikroorganizem (bakterija ali gliva), ki povzroča gnitje nežive organske snovi. Večidel živi prosto v naravi in je pomemben pri kroženju snovi in pri mineralizaciji. Praviloma so gniloživke nepatogene (ne povzročjo bolezni). Izjema je Clostridium botulinum. Pojem saprofit se včasih uporablja nepravilno kot sopomenko za nepatogen mikroorganizem.
Razkrajajo listni odpad, odmrl les in odmrle živali ter tako sodelujejo pri vračanju mineralnih snovi.
Nekatere vrste gniloživk: lusnec, zimska panjevka, veliki lovkar, gnezdovnica (spada med kukavičnice), splavka, nadbradec in trokrpi koralasti koren.